# Lista de primeiros-ministros da Mongólia
A seguir está uma lista de primeiros-ministros da Mongólia desde o estabelecimento do cargo em 1912, logo após a primeira Mongólia declarar sua independência da dinastia Qing.

## Primeiros-Ministros da Mongólia (1912–Presente)

### Mongólia (1912–1924)
| №                               | Nome (Nascimento-Morte)                                 | Retrato | Mandato             | Mandato                | Partido                                                               |
| ------------------------------- | ------------------------------------------------------- | ------- | ------------------- | ---------------------- | --------------------------------------------------------------------- |
| Primeiros-Ministros 1912 - 1924 |                                                         |         |                     |                        |                                                                       |
| 1                               | Tögs-Ochiryn Namnansüren (1878–1919)                    |         | Novembro de 1912    | Abril de 1919          | Independente                                                          |
| 2                               | Gonchigjalzangiin Badamdorj (?–?)                       |         | 1919                | Janeiro de 1921        | Independente                                                          |
| 3                               | Jalkhanz Khutagt Sodnomyn Damdinbazar (1874–1923)       |         | Fevereiro de 1921   | Maio de 1921           | Independente                                                          |
| 4                               | Manzushir Khutagt Sambadondogiin Tserendorj (1872–1937) |         | Maio de 1921        | Julho de 1921          | Independente                                                          |
| 5                               | Dambyn Chagdarjav (1880–1922)                           |         | 13 de março de 1921 | 16 de abril de 1921    | Partido do Povo (chefe do governo provisório do MPP em Troitskosavsk) |
| 6                               | Dogsomyn Bodoo (1895–1922)                              |         | 16 de abril de 1921 | 7 de janeiro de 1922   | Partido do Povo                                                       |
| 7                               | Jalkhanz Khutagt Sodnomyn Damdinbazar (1874–1923)       |         | 3 de março de 1922  | 23 de junho de 1923    | Partido do Povo                                                       |
| 8                               | Balingiin Tserendorj (1868–1928)                        |         | 23 de junho de 1923 | 28 de novembro de 1924 | Partido Revolucionário do Povo                                        |

### República Popular da Mongólia(1924–1992)
| №                                                           | Nome (Nascimento-Morte)             | Retrato | Mandato                 | Mandato                 | Partido                        |
| ----------------------------------------------------------- | ----------------------------------- | ------- | ----------------------- | ----------------------- | ------------------------------ |
| Presidentes do Conselho dos Comissários do Povo 1923 - 1939 |                                     |         |                         |                         |                                |
| 8                                                           | Balingiin Tserendorj (1868–1928)    |         | 28 de novembro de 1924  | 13 de fevereiro de 1928 | Partido Revolucionário do Povo |
| 9                                                           | Anandyn Amar (1886–1941) 1º mandato |         | 21 de fevereiro de 1928 | 27 de abril de 1930     | Partido Revolucionário do Povo |
| 10                                                          | Tsengeltiin Jigjidjav (1894–1933)   |         | 27 de abril de 1930     | 2 de julho de 1932      | Partido Revolucionário do Povo |
| 11                                                          | Peljidiin Genden (1892–1937)        |         | 2 de julho de 1932      | 2 de março de 1936      | Partido Revolucionário do Povo |
| (9)                                                         | Anandyn Amar (1886–1941) 2º mandato |         | 22 de março de 1936     | 7 de março de 1939      | Partido Revolucionário do Povo |
| Presidentes do Conselho de Ministros 1939 - 1990            |                                     |         |                         |                         |                                |
| 12                                                          | Khorloogiin Choibalsan (1895–1952)  |         | 24 de março de 1939     | 26 de janeiro de 1952   | Partido Revolucionário do Povo |
| 13                                                          | Yumjaagiin Tsedenbal (1916–1991)    |         | 26 de janeiro de 1952   | 11 de junho de 1974     | Partido Revolucionário do Povo |
| 14                                                          | Jambyn Batmönkh (1926–1997)         |         | 11 de junho de 1974     | 12 de dezembro de 1984  | Partido Revolucionário do Povo |
| 15                                                          | Dumaagiin Sodnom (1933– )           |         | 12 de dezembro de 1984  | 21 de março de 1990     | Partido Revolucionário do Povo |
| 16                                                          | Sharavyn Gungaadorj (1935– )        |         | 21 de março de 1990     | 11 de setembro de 1990  | Partido Revolucionário do Povo |
| Primeiros-Ministros 1990 - 1992                             |                                     |         |                         |                         |                                |
| 17                                                          | Dashiin Byambasüren (1942– )        |         | 11 de setembro de 1990  | 21 de julho de 1992     | Partido Revolucionário do Povo |

### Mongólia(1992–Presente)
| №                                                                                    | Nome (Nascimento-Morte)                   | Retrato | Mandato                | Mandato                | Partido                                                  |
| ------------------------------------------------------------------------------------ | ----------------------------------------- | ------- | ---------------------- | ---------------------- | -------------------------------------------------------- |
| Primeiros-Ministros desde 1992                                                       |                                           |         |                        |                        |                                                          |
| 18                                                                                   | Puntsagiin Jasrai (1933–2007)             |         | 21 de julho de 1992    | 19 de julho de 1996    | Partido Revolucionário do Povo                           |
| 19                                                                                   | Mendsaikhany Enkhsaikhan (1955– )         |         | 19 de julho de 1996    | 23 de abril de 1998    | Partido Democrático                                      |
| 20                                                                                   | Tsakhiagiin Elbegdorj (1963– ) 1º mandato |         | 23 de abril de 1998    | 9 de dezembro de 1998  | Partido Democrático                                      |
| 21                                                                                   | Janlavyn Narantsatsralt (1957–2007)       |         | 9 de dezembro de 1998  | 22 de julho de 1999    | Partido Democrático                                      |
| –                                                                                    | Nyam-Osoryn Tuyaa (1958– ) interino       |         | 22 de julho de 1999    | 30 de julho de 1999    | Partido Democrático                                      |
| 22                                                                                   | Rinchinnyamyn Amarjargal (1961– )         |         | 30 de julho de 1999    | 26 de julho de 2000    | Partido Democrático                                      |
| 23                                                                                   | Nambaryn Enkhbayar (1958– )               |         | 26 de julho de 2000    | 20 de agosto de 2004   | Partido Revolucionário do Povo                           |
| (20)                                                                                 | Tsakhiagiin Elbegdorj (1963– ) 2º mandato |         | 20 de agosto de 2004   | 13 de janeiro de 2006  | Partido Democrático                                      |
| 24                                                                                   | Miyeegombyn Enkhbold (1964– )             |         | 25 de janeiro de 2006  | 22 de novembro de 2007 | Partido Revolucionário do Povo                           |
| 25                                                                                   | Sanjaagiin Bayar (1956– )                 |         | 22 de novembro de 2007 | 29 de outubro de 2009  | Partido Revolucionário do Povo                           |
| 26                                                                                   | Sükhbaataryn Batbold (1963– )             |         | 29 de outubro de 2009  | 10 de agosto de 2012   | Partido Revolucionário do Povo (Partido do Povo de 2010) |
| 27                                                                                   | Norovyn Altankhuyag (1958– )              |         | 10 de agosto de 2012   | 5 de novembro de 2014  | Partido Democrático                                      |
| Durante esse intervalo, Dendeviin Terbishdagva foi o primeiro-ministro em exercício  |                                           |         |                        |                        |                                                          |
| 28                                                                                   | Chimediin Saikhanbileg (1969- )           |         | 21 de novembro de 2014 | 7 de julho 2016        | Partido Democrático                                      |
| 29                                                                                   | Jargaltugyn Erdenebat (1974- )            |         | 7 de julho de 2016     | 7 de setembro de 2017  | Partido Popular da Mongólia                              |
| Durante esse intervalo, Jargaltulgyn Erdenebat foi o primeiro-ministro em exercício. |                                           |         |                        |                        |                                                          |
| 30                                                                                   | Ukhnaagiin Khürelsükh (1968- )            |         | 4 de outubro de 2017   | 27 de janeiro de 2021  | Partido Popular da Mongólia                              |
| 31                                                                                   | Luvsannamsrain Oyun-Erdene                |         | 27 de janeiro de 2021  | 13 de junho de 2025    | Partido Popular da Mongólia                              |
| 32                                                                                   | Gombojavyn Zandanshatar                   |         | 13 de junho de 2025    | presente               | Partido Popular da Mongólia                              |